# Nesticus henderickxi
Nesticus henderickxi är en spindelart som beskrevs av Jan Bosselaers 1998. Nesticus henderickxi ingår i släktet Nesticus och familjen grottspindlar. Inga underarter finns listade i Catalogue of Life.